# Adrian Fenty

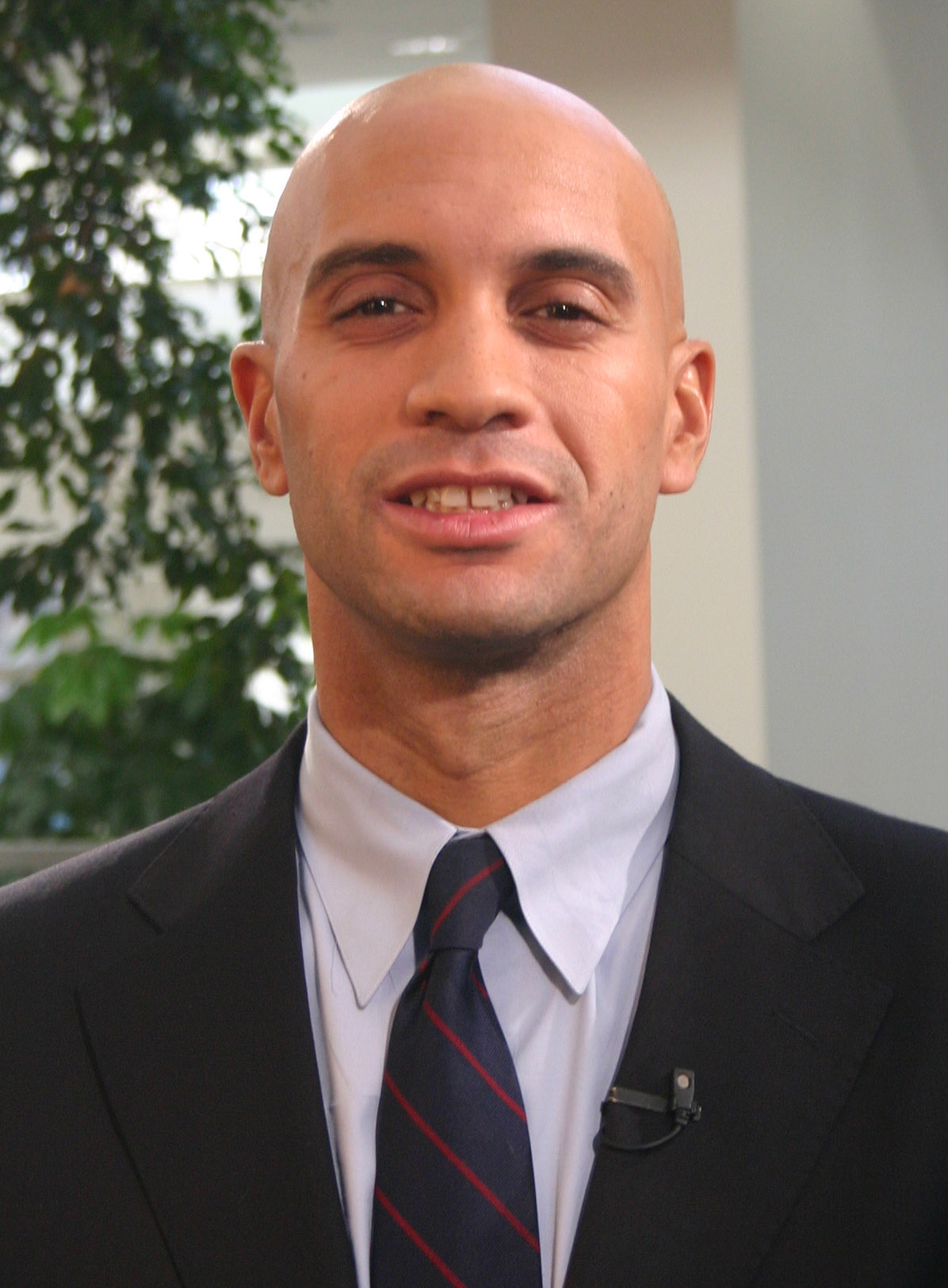
Adrian Fenty (2006)

Adrian Malik Fenty (* 6. Dezember 1970 in Washington, D.C.) ist ein US-amerikanischer Politiker der Demokratischen Partei. Zwischen dem 2. Januar 2007 und dem 2. Januar 2011 übte er das Amt des Bürgermeisters der Bundeshauptstadt Washington aus.

## Leben
Adrian Fenty ist im Washingtoner Stadtteil Mount Pleasant aufgewachsen. Er studierte zunächst am Oberlin College Englisch und Volkswirtschaft, danach begann er ein Studium der Rechtswissenschaften an der Howard University, das er als Juris Doctor abschloss.
Zum Zeitpunkt seines Amtsantritts als Bürgermeister Washingtons am 2. Januar 2007 war er 36 Jahre alt und damit die jüngste Person, die jemals in dieses Amt gewählt wurde sowie der zweitjüngste Mann in den Vereinigten Staaten, der jemals das Amt des Bürgermeisters einer Großstadt innehatte.
Im April 2010 kündigte Fenty an, sich bei den Wahlen im November desselben Jahres erneut um das Amt des Bürgermeisters bewerben zu wollen. In der Primary seiner Partei, die angesichts der Schwäche der Republikaner im Bundesdistrikt praktisch die eigentliche Wahl vorwegnimmt, kam er jedoch nur auf 46 Prozent der Stimmen und unterlag damit Vincent C. Gray, dem Vorsitzenden des Stadtrates von Washington, der auf 53 Prozent kam. Fenty wurde danach von den Republikanern angeboten, eine Write-In-Kandidatur anzustreben, wies dieses Angebot aber zurück und unterstützte stattdessen Gray, der bei der Wahl mit 70 Prozent klar siegte. Rund 20 Prozent der Stimmen entfielen auf Fenty, der als Write-In-Kandidat von den Wählern auf dem Wahlzettel nachgetragen wurde.
Fenty ist verheiratet und hat zwei Kinder. Er ist Mitglied der afroamerikanischen Bruderschaft Kappa Alpha Psi.